# 小行星1432
小行星1432（1432 Ethiopia）是一颗绕太阳运转的小行星，为主小行星带小行星。该小行星于1937年8月1日发现。
該小行星以東非國家衣索比亞命名。

## 轨道参数
小行星1432的轨道半长轴为2.3816115 UA，离心率为0.226。